# Melanie Schwarz
Melanie Schwarz (Silandro, 18 luglio 1989) è una slittinista italiana, compete su pista naturale.
È un'atleta italiana che compete nella  coppa del mondo.

## Palmarès

### Mondiali su pista naturale
- 2 medaglie:
  - 1 oro (gara a squadre a Nova Ponente 2013);
  - 1 argento (singolo a Nova Ponente 2013);
  - 1 bronzo (singolo a Umhausen 2011).

### Europei su pista naturale
- 2 medaglie:
  - 1 oro (gara a squadre a Umhausen 2014)
  - 1 argento (singolo a Umhausen 2014).

### Mondiali juniores su pista naturale
- 1 medaglia:
  - 1 bronzo (singolo a Laces 2008).

### Campionati italiani su pista naturale
- 5 medaglie:
  - 1 oro;
  - 2 argenti;
  - 2 bronzi.

### Coppa del Mondo su pista naturale
- Miglior piazzamento in classifica generale nel singolo: 3ª nel 2011/12.
- 4 podi:
  - 2 secondi posti;
  - 2 terzi posti.